# Jukagirenplateau
Das Jukagirenplateau (russisch Юкагирское плоскогорье, Jukagirskoje ploskogorje) ist eine bis 1128 m hohe Hochebene des Ostsibirischen Berglandes im Nordosten von Sibirien und Russland (Asien). Benannt ist es nach dem paläosibirischen Volk der Jukagiren.

## Geographie
Nördlich und südlich des Polarkreises, im äußersten Osten der Republik Sacha (Jakutien) sowie im Nordwesten der Oblast Magadan liegend, grenzt das Jukagirenplateau im Norden an das Kolyma-Tiefland (Ostteil des Ostsibirischen Tieflands), welches vom Mittel- und Unterlauf der Kolyma durchflossen wird. Im Osten und Südosten geht es in das Kolymagebirge, im Westen über das Tal der Kolyma in das Momagebirge über. Es trennt die Einzugsgebiete des Oberlaufs der in das Nordpolarmeer mündenden Kolyma und ihres rechten Nebenflusses Omolon.
Das weit ausgedehnte mittelgebirgsartige Jukagirenplateau erreicht zum größten Teil an den Wasserscheiden 300 bis 700 m. Einige Massive ragen bis über 1.000 m auf: der höchste Berg ist der Tschubukulach (Чубукулах) mit 1128 m.

## Geologie
Der nördliche Teil des Jukagirenplateaus wird von mesozoischen Effusivgesteinen gebildet, der südliche von Ablagerungen des Präkambrium und Paläozoikum sowie der Trias.

## Flora
Lichte Lärchenwälder bis in Höhen von 400 bis 600 m, darüber Krummholz aus Sibirischen Zirbelkiefern und Tundra.

## Bevölkerung
Das Jukagirenplateau ist eines der Siedlungsgebiete des kleinen paläosibirischen Volkes der Jukagiren, welches für das Plateau namensgebend war.